# T-Mobile Park
Il T-Mobile Park, precedentemente noto come Safeco Field, e conosciuto anche come The House That Griffey Built, The Safe o semplicemente Safeco, è uno stadio di baseball situato a Seattle nello Stato di Washington, Stati Uniti. Ospita gli incontri casalinghi dei Seattle Mariners, squadra che milita nella Major League Baseball (MLB).
È stato progettato per sostituire il Kingdome e i lavori di costruzione sono iniziati l'8 marzo del 1997. La partita inaugurale è stata giocata il 15 luglio 1999 e ha visto i Mariners perdere 2 a 3 contro i San Diego Padres.
È uno dei pochi impianti dotati di un tetto retrattile che solitamente viene chiuso per riparare il campo e le tribune durante le partite con pioggia.
Occasionalmente viene utilizzato per concerti e nel 2003 si è svolta WrestleMania XIX che ha stabilito il numero massimo di spettatori (54.097). In passato ha ospitato anche partite di football.
Lo stadio era originariamente noto come Safeco Field in nome dell'azienda Safeco Insurance, una compagnia di assicurazione con sede a Seattle, che stipulò un contratto ventennale per diritti per il nome. Dopo che la Safeco declinò il rinnovo del contratto, i diritti vennero acquistati il 19 dicembre 2018 dalla T-Mobile, un'azienda di telecomunicazione tedesca. Il nome entrò ufficialmente in vigore il 1º gennaio 2019.

## Storia
Le prime idee per la costruzione sono nate all'inizio degli anni novanta quando circolava l'ipotesi di spostare altrove la franchigia dei Mariners nel caso non si sarebbe sostituito il vecchio e ormai deteriorato Kingdome (che ha ospitato la squadra dal 1977 al 1999 e successivamente demolito il 26 marzo del 2000).
Visto i buoni risultati ottenuti dalla squadra in quegli anni, l'opinione pubblica era favorevole alla nascita di un nuovo impianto e il governo dello Stato di Washington decise di investire una parte di fondi pubblici per la realizzazione. Nel 1995 ha iniziato a delinearsi il progetto dello stadio compresa l'area circondante (che doveva contenere ristoranti, bar, negozi) e qualche mese dopo si è stabilito il nome e la location.
Il complesso sorge nel quartiere SoDo, periferia a sud di Seattle, ed è stato costruito a pochi metri di distanza dal Kingdome mentre i diritti per il nome sono stati acquistati dalla società assicurativa Safeco che pagherà 40 milioni di dollari ai Mariners fino al 2019.
Il cantiere si è aperto ufficialmente l'8 marzo 1997 attraverso una cerimonia della posa della prima pietra alla quale partecipò materialmente l'ex giocatore dei Mariners Ken Griffey Jr.; da qui l'origine del soprannome dello stadio "The House That Griffey Built" letteralmente "la casa costruita da Griffey". I lavori si sono conclusi durante il 1999 e la prima partita si è giocata il 15 luglio dello stesso anno dove la squadra di casa ha perso con il punteggio di 2 a 3 contro i San Diego Padres.

## Caratteristiche e segni distintivi

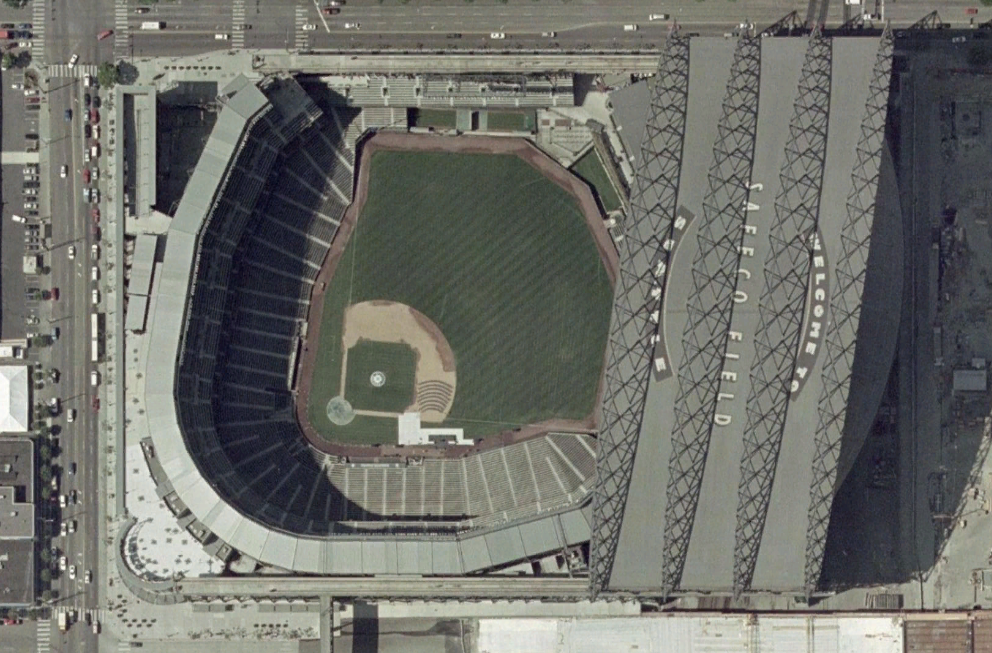
Immagine dello stadio scattata dal satellite in cui si può notare il tetto aperto e la scritta "Welcome to Safeco Field, Seattle".

### Tetto mobile
Il Safeco Field è uno dei pochi impianti della Major League a possedere un tetto retrattile che può essere aperto o chiuso durante le partite. Questa particolarità viene sfruttata durante i giorni piovosi per proteggere il campo e le gradinate nonché mantenere un clima mite all'interno dello stadio. Il tetto è composto da tre sezioni indipendenti tra loro che scorrono, tramite un meccanismo telescopico, sopra dei binari posizionati sulle tribune nord e sud; è azionato attraverso dei motori silenziosi e il tempo di apertura o chiusura totale è di circa 10 minuti.
Quando il tetto è aperto viene raggruppato sul lato est dello stadio e sporge sopra ai binari della ferrovia che lo costeggia. Durante i primi anni questo causava un fastidioso eco generato dai treni che vi transitavano sotto e in anni recenti questo problema è stato risolto costruendo un ponte autostradale che copre del tutto il fischio. Dall'alto si può notare la scritta "Welcome to Safeco Field, Seattle" dipinta sulla parte superiore della struttura.

### Cibi e bevande
All'interno dello stadio sono presenti molti ristoranti e bar che servono cibo e bevande per gli spettatori. Il più noto è "The 'Pen", locale posizionato dietro le mura del campo esterno che è fornito con alimenti di tutto il mondo (sushi, cibo cinese, carne barbecue, patatine fritte, cibo messicano e pesce). Il Diamond Club è situato a bordo campo dietro casabase ed è formato dalle prime otto file numeriche dello stadio; i fan di questa sezione hanno anche a disposizione dei garage privati nello stadio nonché un servizio di catering completo.
Considerato che la Nintendo è proprietaria della squadra dei Mariners, in tutta la struttura si può ordinare cibo e bevande tramite un'applicazione chiamata "Nintendo Fan Network" installata sulla consolle Nintendo DS.

## Capienza
- 47.116 (1999–2003)
- 54.097 (2003 durante WrestleMania XIX)
- 47.447 (2004–2008)
- 47.878 (2009–2011)
- 47.860 (2012)
- 47.476 (2013–2014)
- 47.574 (2015)
- 47.943 (2016–oggi)

## Usi secondari
Durante questi anni si sono svolti anche diversi eventi al di fuori di partite di baseball, per esempio il concerto dei Beach Boys tenutosi il 16 settembre 2008 è stato il primo organizzato in questo stadio (esso tuttavia non era aperto al pubblico).
Fino al 2012 è stato organizzato il meeting annuale dell'azienda Microsoft, che attirava più di 20.000 dipendenti ogni anno.
Il 19 luglio 2013 si è svolto il primo concerto pubblico: in quell'occasione Paul McCartney ha organizzato una tappa del suo tour "Out There".
Nel 2003 si è svolta WrestleMania XIX, evento prodotto dalla WWE che ha stabilito il record di affluenza di sempre (54.097 persone).

## Galleria d'immagini

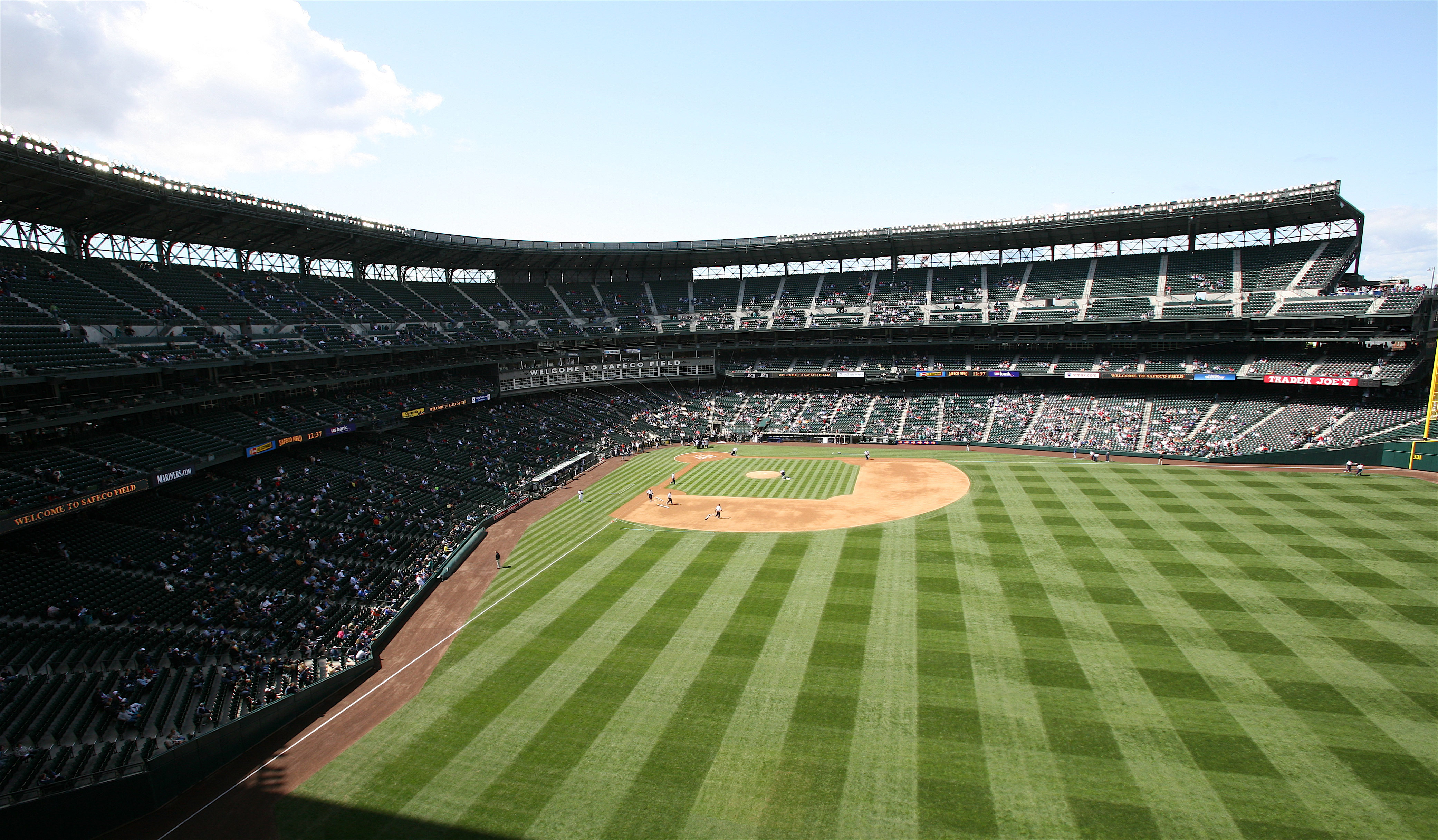
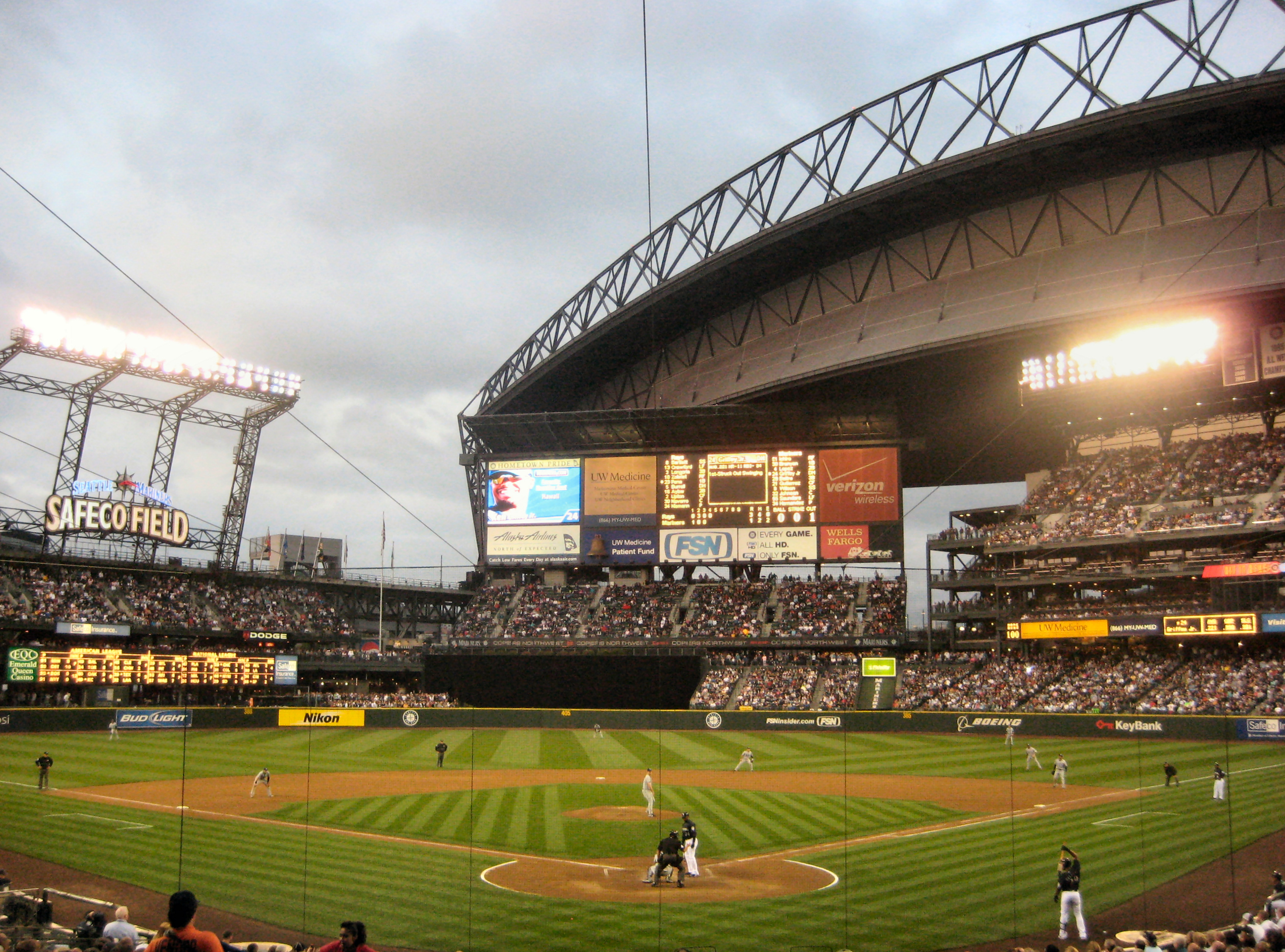
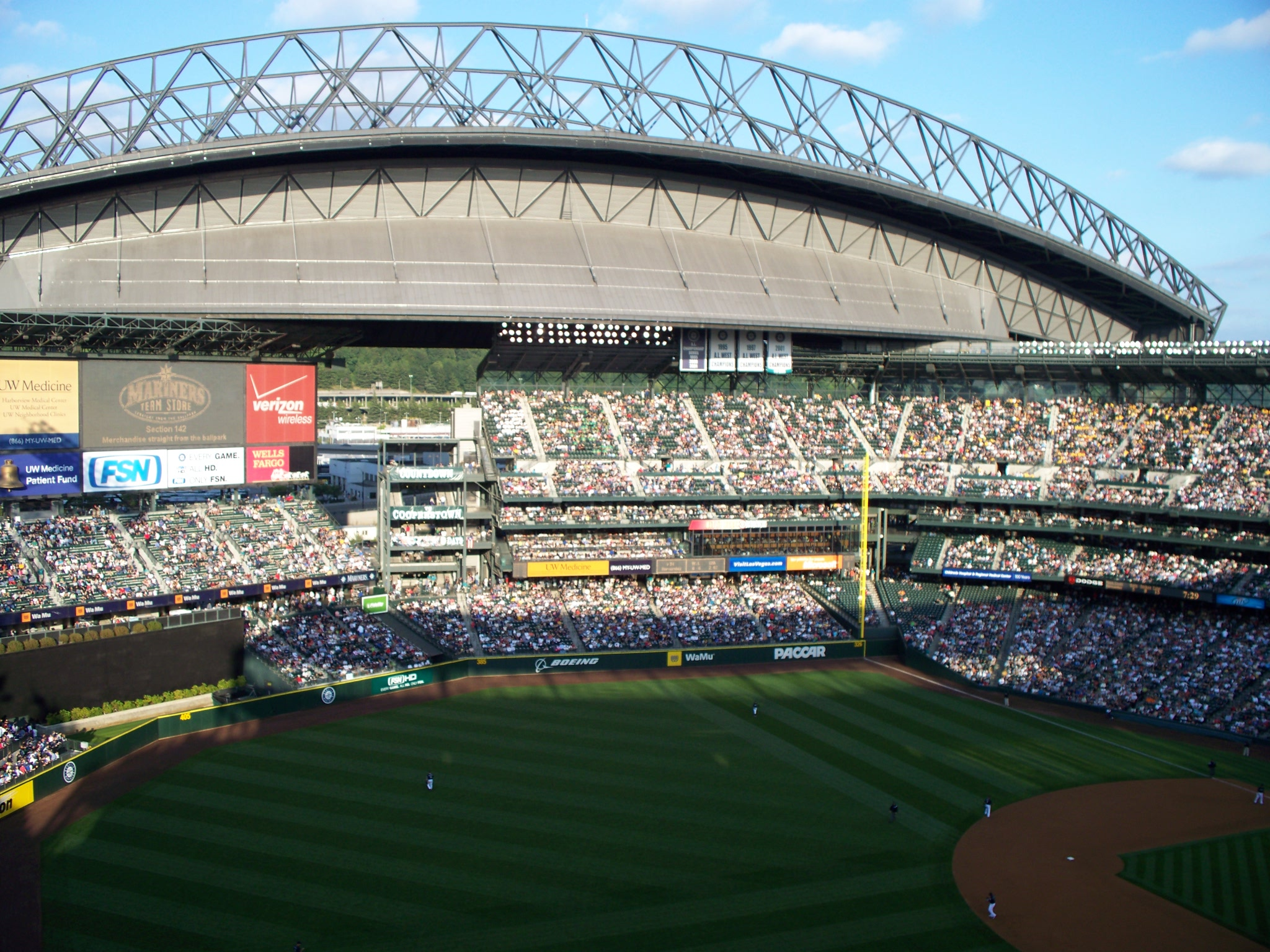
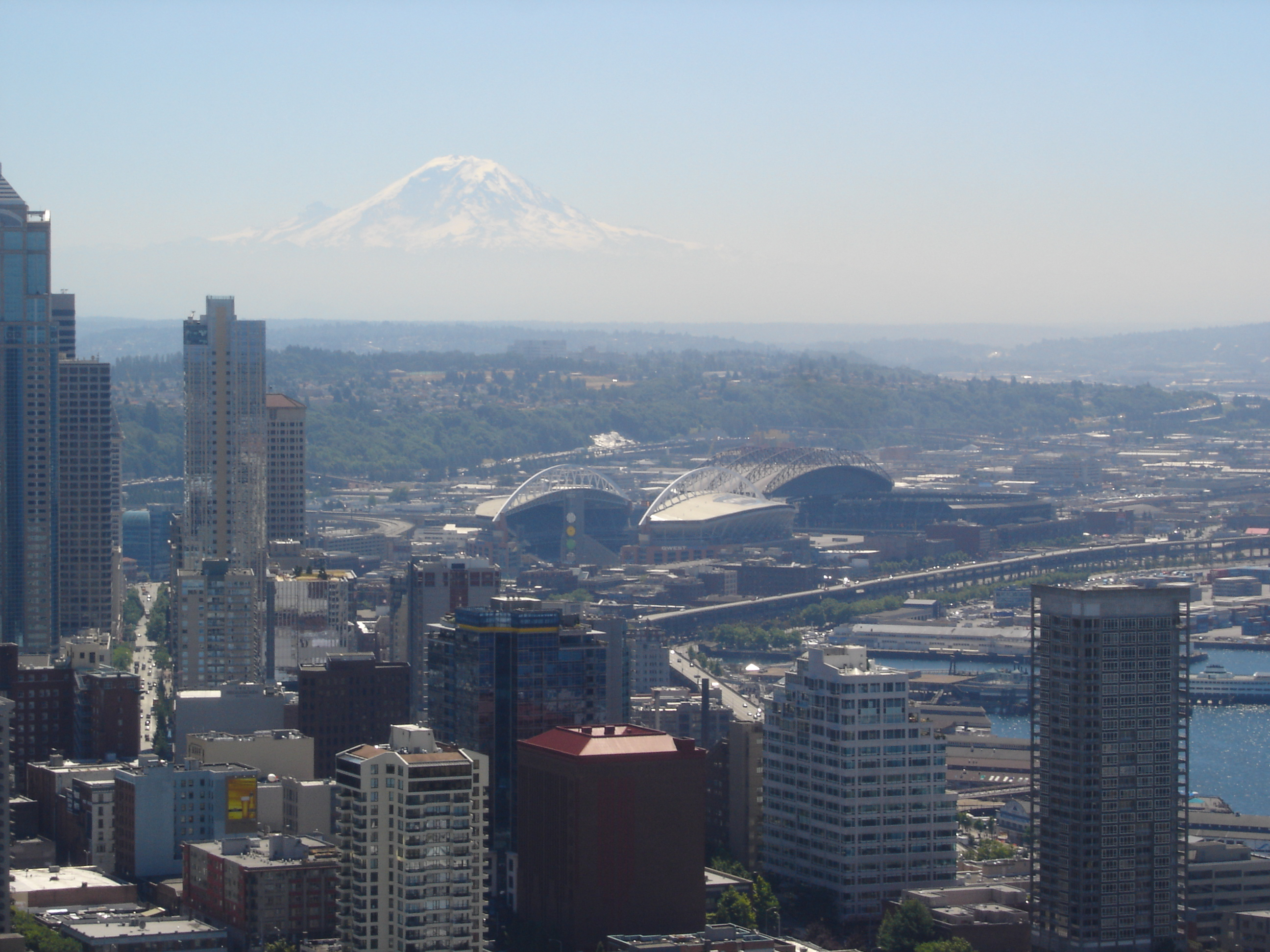
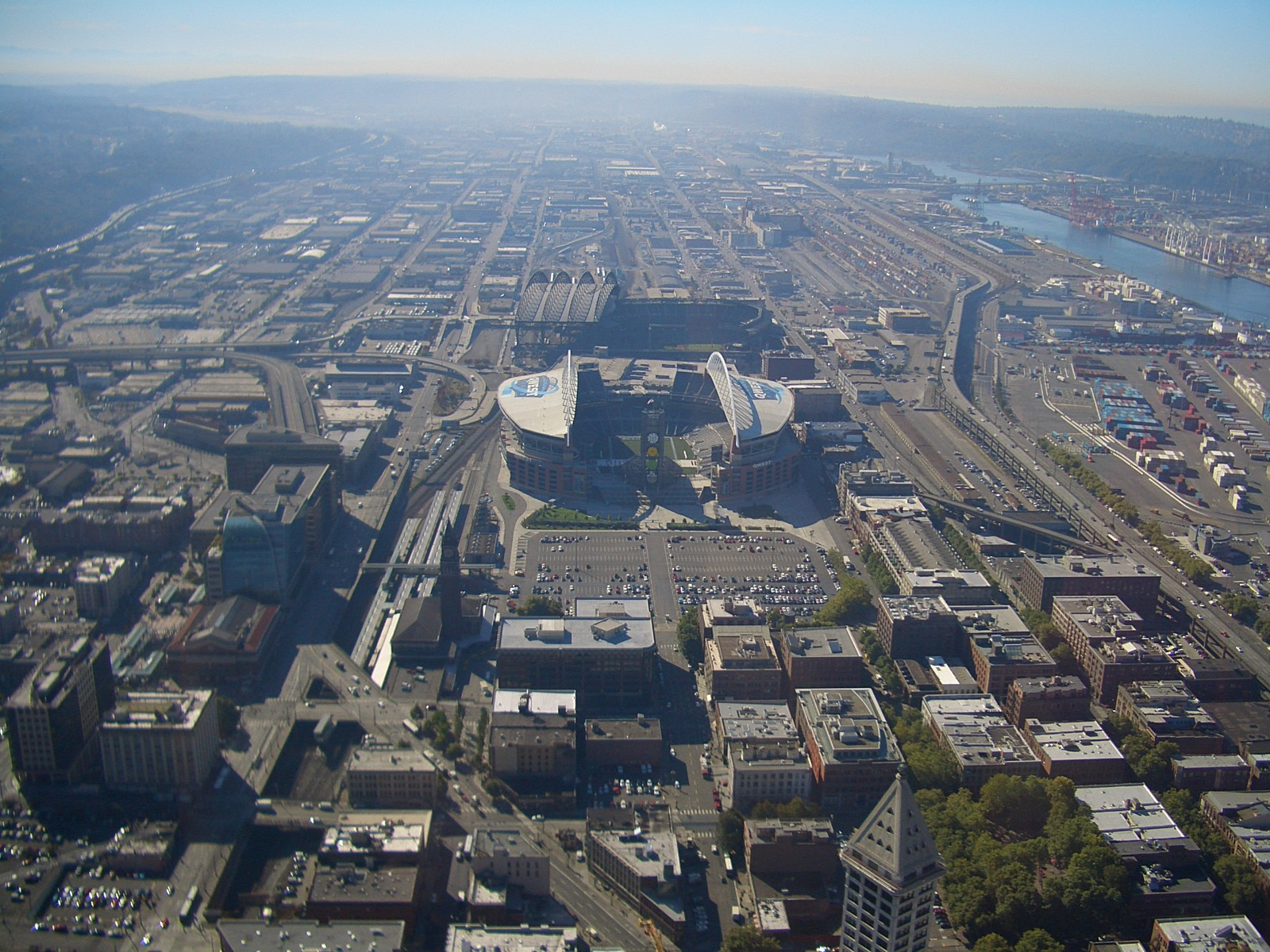
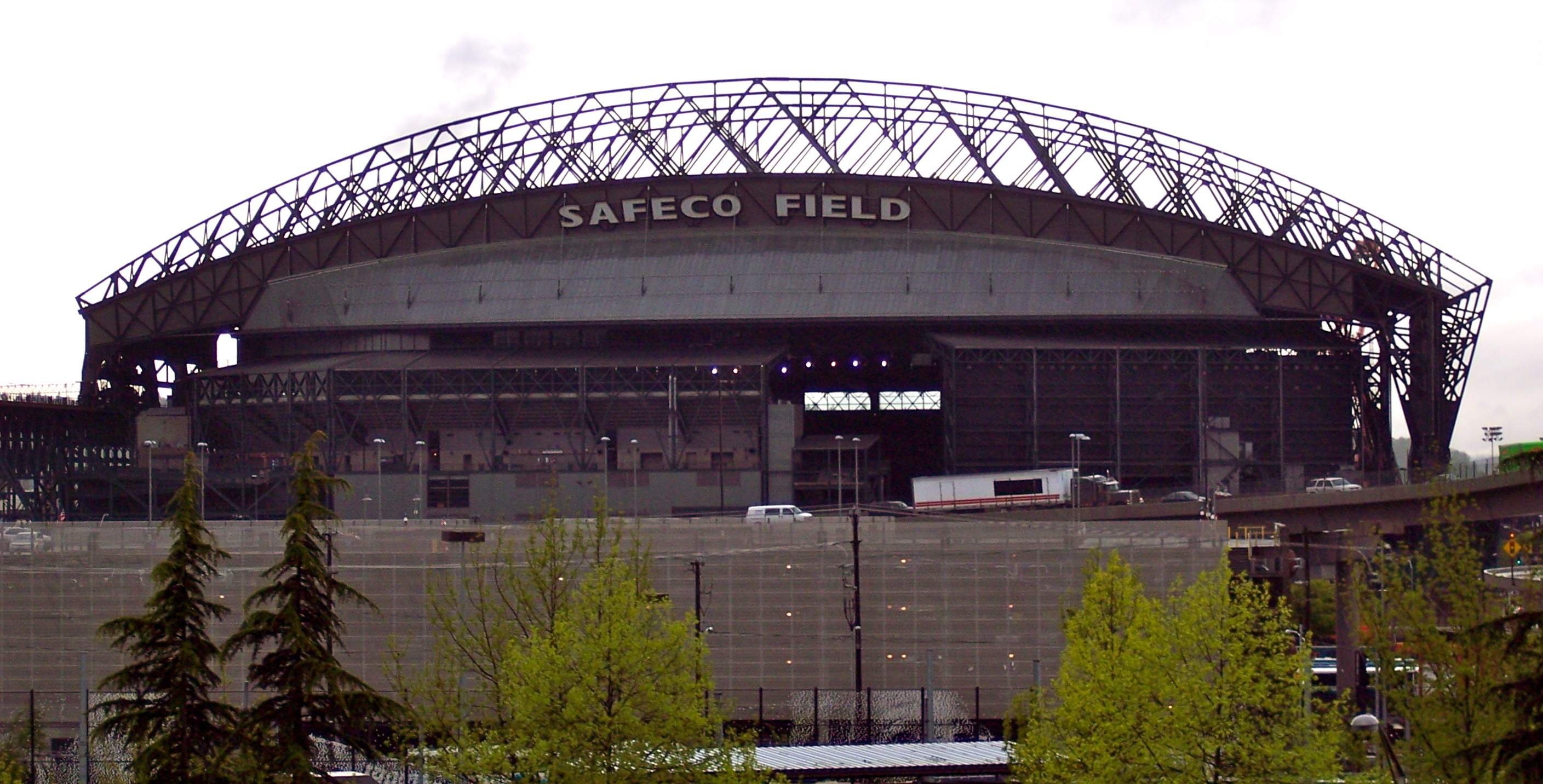
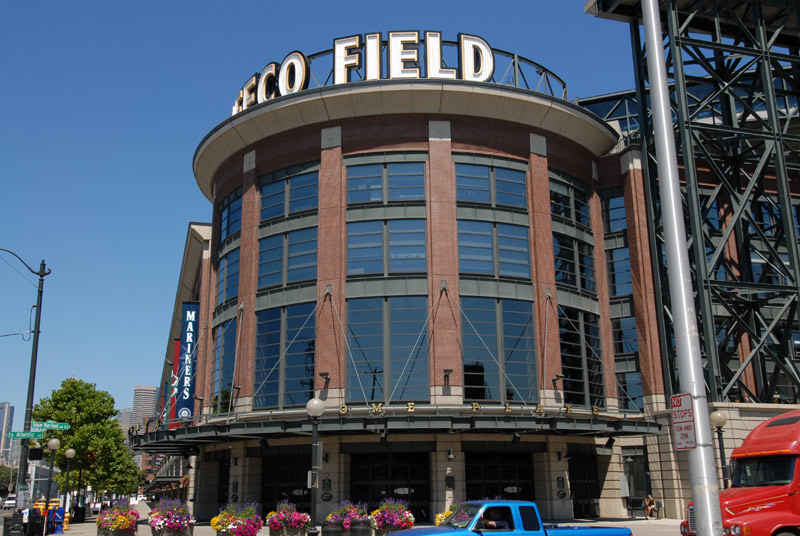
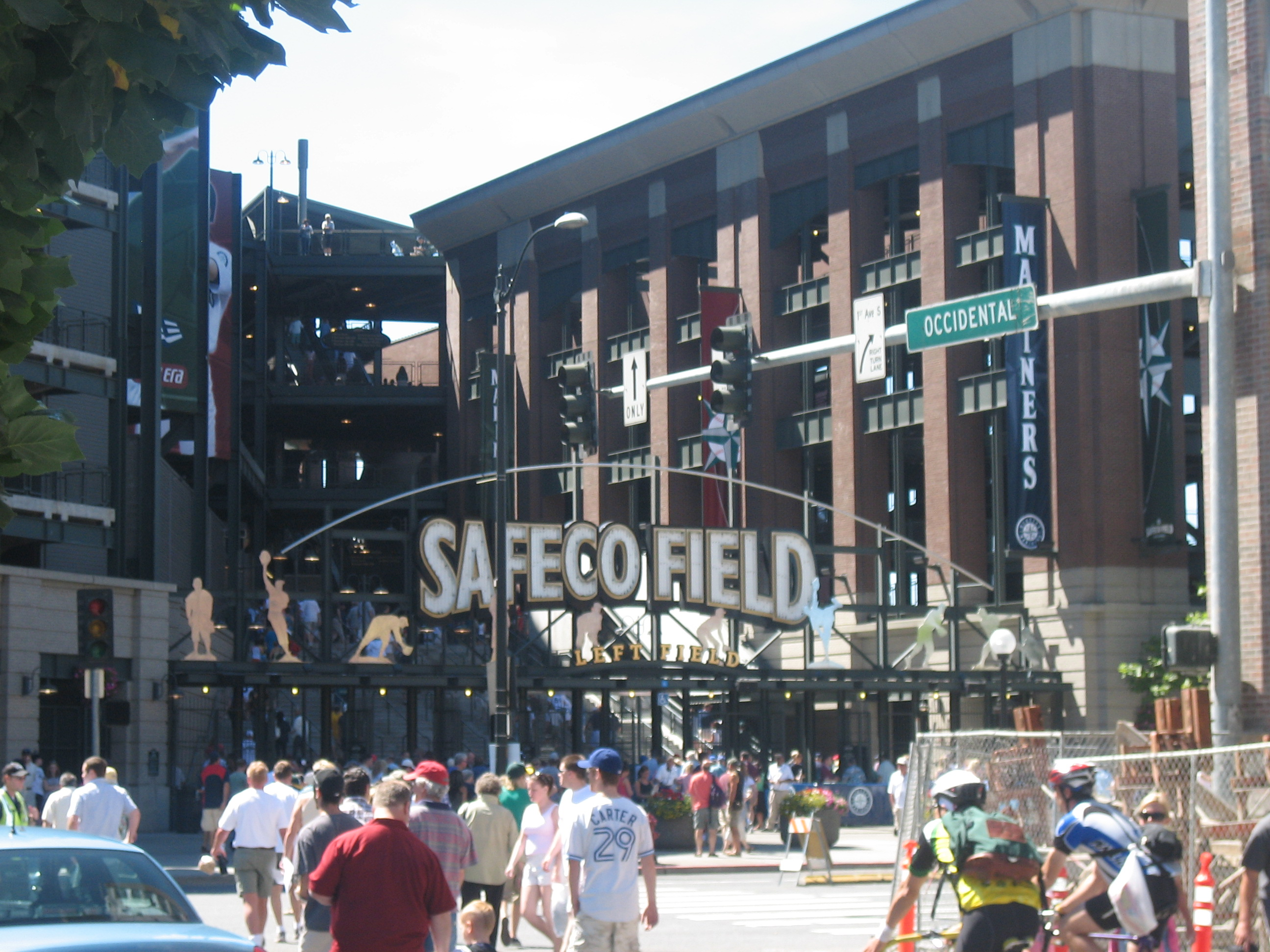